# Max Breslauer
Max Breslauer (* 1869; † 1929) war ein deutscher Elektrotechniker und Autor von Fachbüchern.

## Leben
Von 1901 bis 1903 war Max Breslauer als Ingenieur bei der Vereinigten Electricitäts-Actiengesellschaft in Wien tätig, wo er sich auch in Elektrotechnischen Vereinen engagierte. Danach war Breslauer Oberingenieur der British Electric Plant Co.Ltd. in Alloa, Schottland. Im Jahr 1906 ließ er sich in Berlin als beratender Ingenieur nieder, war Studienrat an der Gauß-Schule Berlin und hielt Vorlesungen an der TH Charlottenburg über den Bau von Dynamomaschinen.
In einer Abhandlung in der E.T.Z. berichtete Max Breslauer im Jahr 1905 erstmals über Pendelerscheinungen bei Gleichstrom-Wendepolmotoren.

## Werke
- Herleitung des Heylandschen Diagramms und seine Anwendung in der Praxis.
- Das Kreisdiagramm des Drehstrommotors und seine Anwendung auf die Kaskadenschaltung. Stuttgart : Enke, 1903
- Ueber die Frage der sogenannten dynamischen Hysteresis. Berlin: Druck v. H. S. Hermann, 1895